# Ekhtīārābād
Ekhtīārābād (persiska: اختیار آباد) är en ort i Iran.   Den ligger i provinsen Kerman, i den centrala delen av landet, 800 km sydost om huvudstaden Teheran. Ekhtīārābād ligger 1 753 meter över havet och antalet invånare är 7 513.
Terrängen runt Ekhtīārābād är platt österut, men västerut är den kuperad. Runt Ekhtīārābād är det glesbefolkat, med 13 invånare per kvadratkilometer. Närmaste större samhälle är Kerman, 15,7 km öster om Ekhtīārābād. Trakten runt Ekhtīārābād är ofruktbar med lite eller ingen växtlighet.